# Academia real de pintura y de escultura (Francia)

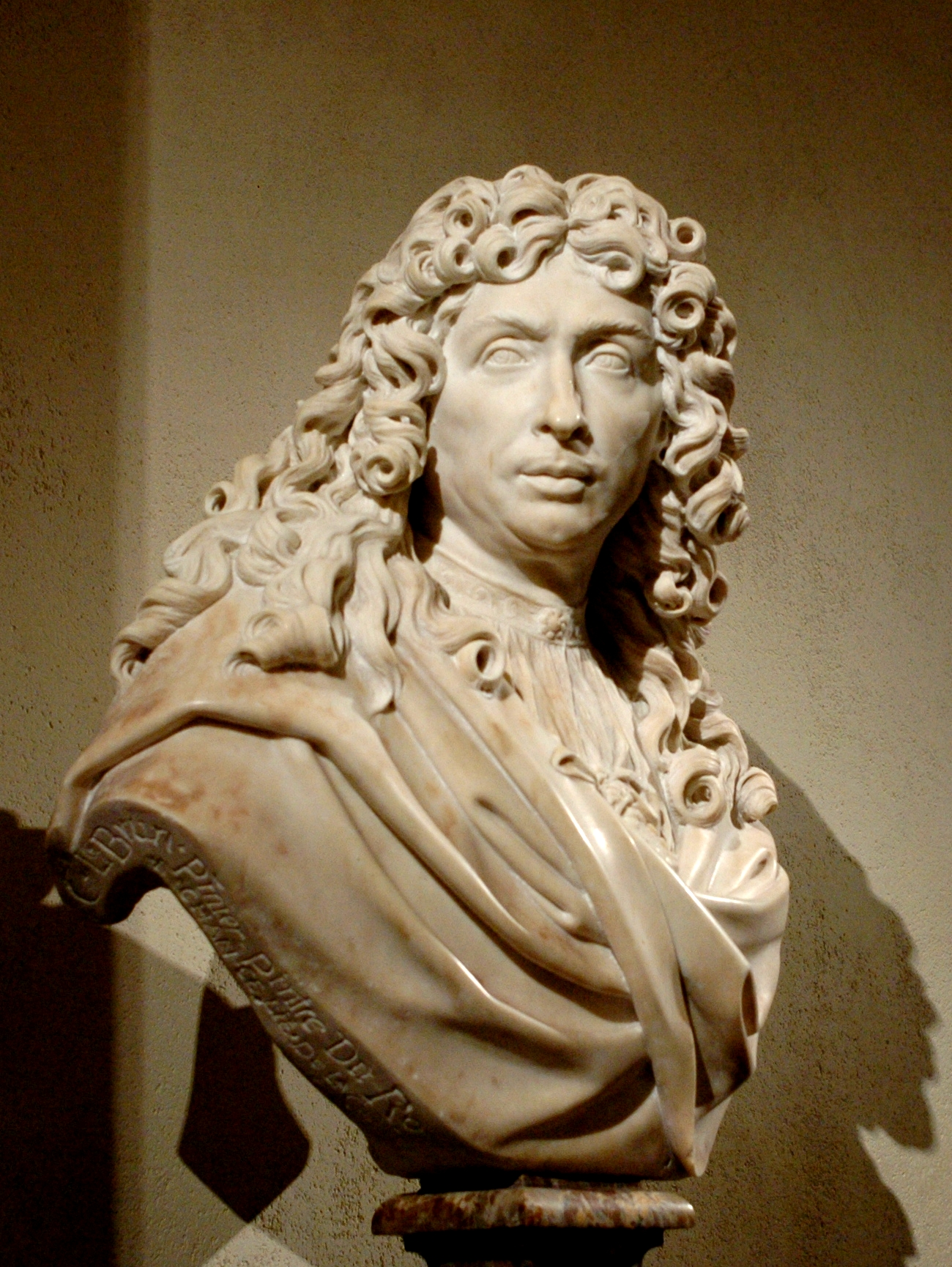
Retrato en busto de Charles Le Brun, organizador de la Academia real y desde 1663 su primer director, esculpido por Antoine Coysevox

La Academia real de pintura y de escultura (en francés: Académie royale de peinture et de sculpture), a veces traducida por analogía con las instituciones similares de España como «Real Academia de Pintura y Escultura», fue una antigua institución de Estado con sede en París responsable en Francia de regular y enseñar pintura y escultura en el país, desde 1648 hasta que se abolió en 1793, durante la Revolución Francesa, siendo la principal institución de arte durante la última parte del Antiguo Régimen. Agrupaba a la mayoría de los pintores y escultores importantes, mantenía un control casi total de la enseñanza y de las exposiciones, y otorgaba a sus miembros preferencia en los encargos reales.
Fue fundada en 1648 como una asociación de artistas aprobada por Luis XIV, tomando como modelos las academias italianas, como la Accademia di San Luca en Roma. Su establecimiento marcó el final de la producción artística como una actividad puramente manual y desde entonces, las bellas artes han sido reconocidas como ars liberalis, como una actividad principalmente de naturaleza espiritual. Entre sus miembros fundadores se contaron los pintores Philippe de Champaigne y Eustache Le Sueur. En 1661, pasó a estar controlada por el ministro Jean-Baptiste Colbert quien hizo de las artes una forma principal para la glorificación de Luis XIV. Desde 1683, adquirió su máximo poder bajo la dirección de Charles Le Brun, con su jerarquía de miembros y un estricto sistema de educación. La Academia tuvo un gran impacto en el arte francés a través de:
- la escuela de arte afiliada, la «École royale de peinture et de sculpture», en la que se enseñaba el dibujo y los conceptos básicos de anatomía, geometría y perspectiva;
- la Academia de Francia en la villa Médicis en Roma (fundada en 1666) que permitía a los artistas más prometedores, que habían obtenido el Premio de Roma, estudiar gracias a una beca el ejemplar arte antiguo e italiano del Renacimiento;
- las conferencias, los debates de los miembros sobre obras maestras reconocidas, con el objetivo de establecer las reglas y leyes para la producción de obras de arte perfectas;
- los salones, inicialmente irregulares, luego desde 1737 exposiciones regulares de las obras de arte de sus miembros.

Fue suspendida por la Convención nacional revolucionaria, cuando esta última decretó la abolición de «toutes les académies et sociétés littéraires patentées ou dotées par la Nation». Más tarde pasó a llamarse Academia de pintura y escultura. En 1816, se fusionó con la Académie de musique (Academia de música, fundada en 1669) y con la Académie royale d'architecture (Academia real de arquitectura, fundada en 1671), para formar la Académie des beaux-arts (Academia de Bellas Artes), una de las cinco academias que integraron el Institut de France, que todavía existe en la actualidad.

## Historia
El acta de creación de la Academia real de pintura y de escultura data del 20 de enero de 1648, día de la solicitud al Consejo del Rey de Luis XIV (entonces niño) por el amateur del arte Martin de Charmois (1605-1661), consejero de Estado de Carcasona, donde tenía un notable gabinete de curiosidades. Esta institución fue fundada por mandato real, bajo la regencia de Ana de Austria, a instancias de un grupo de pintores y de escultores reunidos por Charles Le Brun, que había tomado la primera iniciativa.
Al elegir como divisa Libertas artibus restituta, esta «libertad restituida a los artistas», la solicitaron a la autoridad real, reclamando la exención de la tutela de la corporación de pintores, doradores, escultores y vidrieros de París, heredera de la Comunidad de pintores y talladores de imágenes (Communaurté des peintres et tailleurs d'images) del siglo XIII que tenían el monopolio de la comercialización de pinturas y esculturas, de acuerdo con el sistema de organización de las profesiones del Antiguo régimen.(Vitet, 1861, p. 29sq) Se negaban a estar sometidos a maestros que eran artesanos y empresarios, a menudo sucesores de su padre. Querían escapar del estatus de artesano y llevar la pintura al número de artes liberales.
Atribuían el éxito y el prestigio del arte italiano a la existencia de la Academia de San Lucas en Roma, donde se enseñaban las bellas artes. Los fundadores adoptaron unos estatutos que preveían la admisión de los miembros a la elección en la presentación de una pieza (la «pieza de recepción») y la permanencia de una enseñanza basada en el dibujo de un modelo viviente.
La ambición de la Academia era formar y reunir a los mejores artistas del reino, los más talentosos de los que los más dotados serían nombrados académicos, un título prestigioso que garantizaba protección, notoriedad gracias al Salon de l'Académie royale des beaux-arts y encargos del Estado. Entre los primeros miembros se encontraban, además de Charles Le Brun, Philippe de Champaigne, Louis Boullogne, Sébastien Bourdon, Laurent de La Hyre, Eustache Le Sueur, Juste d'Egmont, François Perrier y Gérard van Opstal. Pierre Mignard, miembro de la Comunidad, rehusó unirse a ellos.
La Comunidad de pintores y escultores de París (Communauté des peintres et sculpteurs de Paris) no dejó de reaccionar, y los primeras tiempos de la Academia real de pintura se vieron perturbados, en una época también agitada por las disensiones de la Fronda (1648-1653). Las dos instituciones rivalizaban por el monopolio de la educación y el mercado de pinturas y esculturas, la Academia con el apoyo de la Regencia y del cardenal Mazarino, la Comunidad de maestros con la del Parlamento.
En 1649, la Comunidad de los maestros lanzó una nueva institución educativa que competía con la Academia real, la Académie de Saint-Luc, dirigida por el pintor Simon Vouet. Mientras que la Academia real sufría serios problemas de dinero —el Estado carecía, en ese período turbulento de fondos—, la antigua Comunidad tenía las contribuciones de sus miembros; pero carecía de la determinación para mantener las lecciones gratuitas que organizó. En 1651, las dos Academias se unieron, contra la voluntad de Lebrun, sin poner fin a las disputas entre maestros y académicos. En 1655, la Academia recibió cartas patentes del rey.
Tras terminar las revueltas de la Fronda a favor de las fuerzas reales, el cardenal Mazarino nombró a Antoine de Ratabon, entonces intendente de la Casa y Edificios del Rey (intendant de la Maison et des Bâtiments du roi), director de la Academia, asistido por cuatro artistas elegidos  recteurs: el propio Le Brun, Jacques Sarrazin, Charles Errard y Sébastien Bourdon.
Después de la muerte en 1661 del cardenal, el presidente Pierre Séguier se convirtió en el protector de la Academia, siendo el ministro Colbert el vice-protector. El joven rey Luis XIV comenzó a ejercer su poder personal, y en 1665 ya reorganizó la Academia real. Había tenido poco poder hasta que Colbert la vio como un medio para situar a los artistas en el servicio y bajo el control del Estado. La reforma encomendó a la Academia garantizar la enseñanza de la pintura y de la escultura en París. El rey la financiaba, distribuyendo pensiones a sus profesores. A los artistas que no eran miembros se les sugirió que presentaran una solicitud. Algunos se negaron, como Mignard, que pese a ello siguió siendo el primer pintor del rey. Lebrun fue nombrado director. En 1666 se creó la Academia Francesa en Roma.
A la muerte de Lebrun, Pierre Mignard, fue admitido, nombrado profesor adjunto, profesor, canciller y rector en la misma sesión del 4 de marzo de 1690. Los directores se sucedieron, generalmente permaneciendo en el cargo durante tres o cuatro años hasta la llegada de la época de la Revolución.
Jacques-Louis David, que era uno de sus miembros desde 1780, siempre se había rebelado contra la autoridad de la Academia y de los privilegios de sus miembros, que asimilaba, no sin razón, a los de las corporaciones disueltas por la Convención, como en su tiempo, Lebrun se había rebelado contra la Corporación de pintores e imagineros. Presentó una moción a la Convención en noviembre de 1792 y obtuvo efectivamente la disolución de la Academia en 1793 después de un discurso en la Convención nacional en agosto.
La Academia fue reemplazada al año siguiente por el Instituto, que fue reemplazado en la Restauración por la Académie des beaux-arts, que finalmente fue llamado Institut de France.

## Ubicación
La Academia se encontraba primero en la rue Taînée (hoy rue Rambuteau), luego en el hôtel de Clisson en la rue des Deux-Boules. Se mudó al Palais-Royal en 1661 antes de establecerse, en 1692, en el Palais du Louvre donde permaneció hasta que fue clausurada.

Las sedes de la Academia
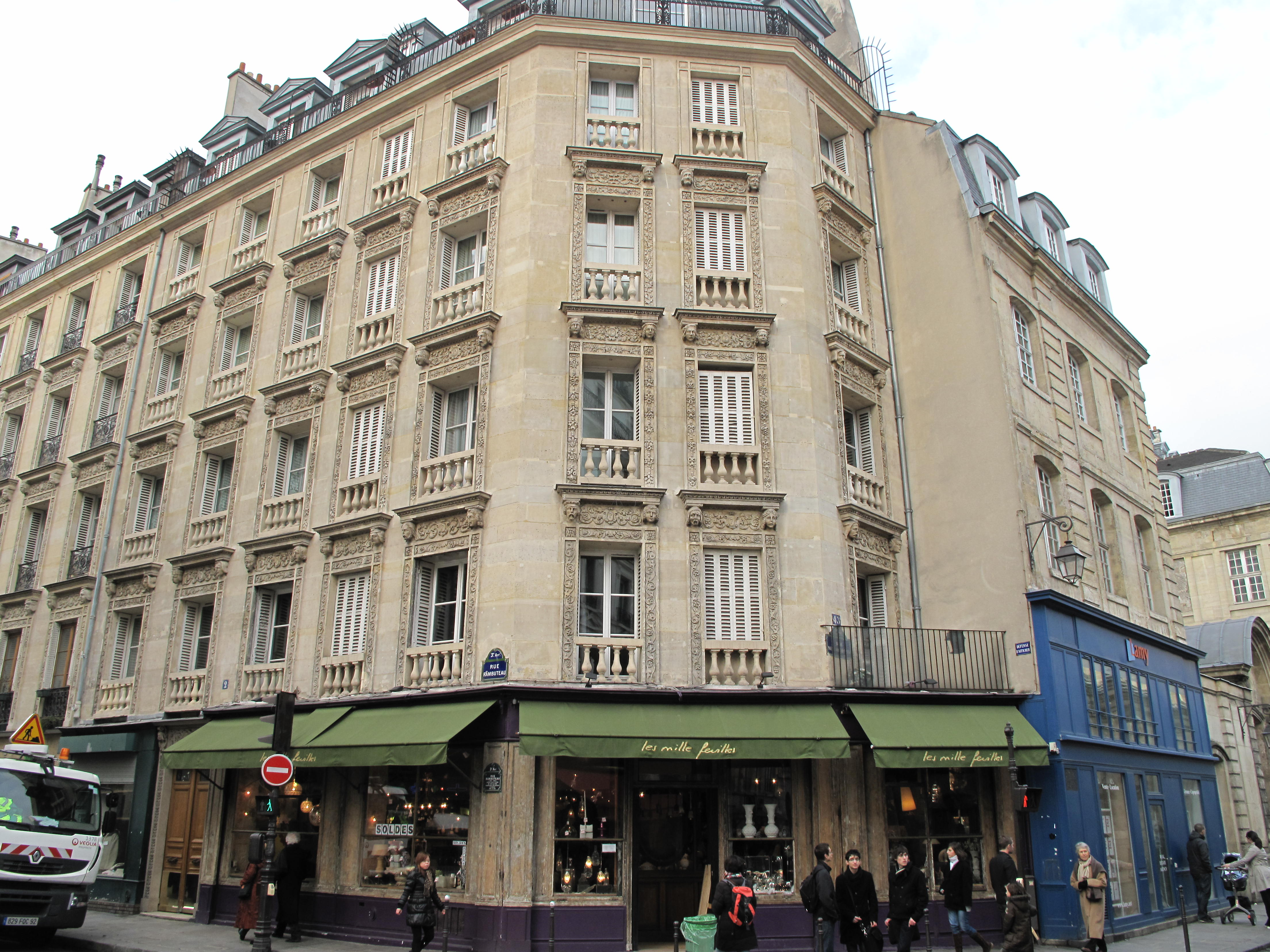
Rue Rambuteau (anteriormente rue Taînée), la primera sede de la Academia
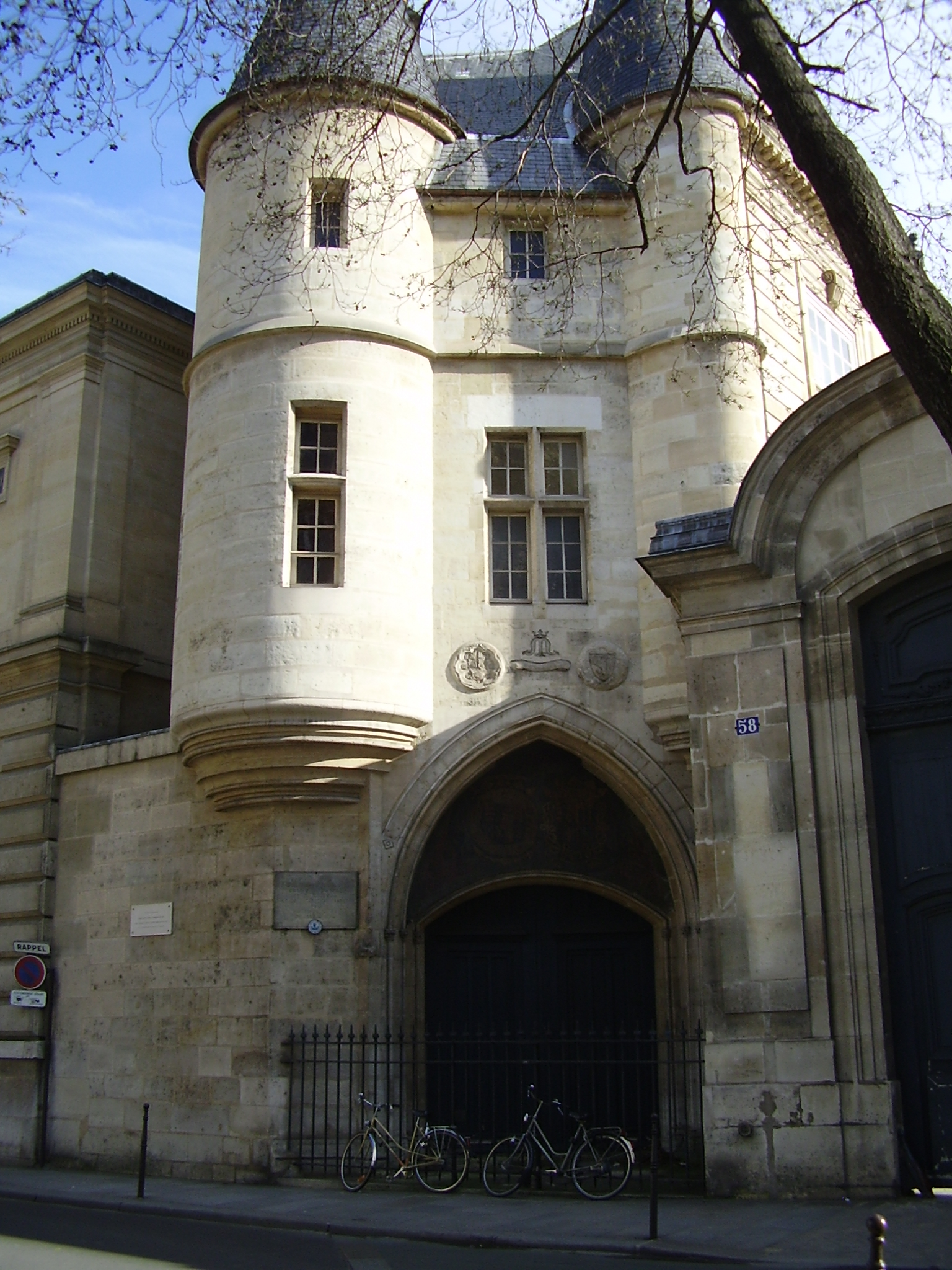
Hôtel de Clisson, 2.ª sede de la Academia
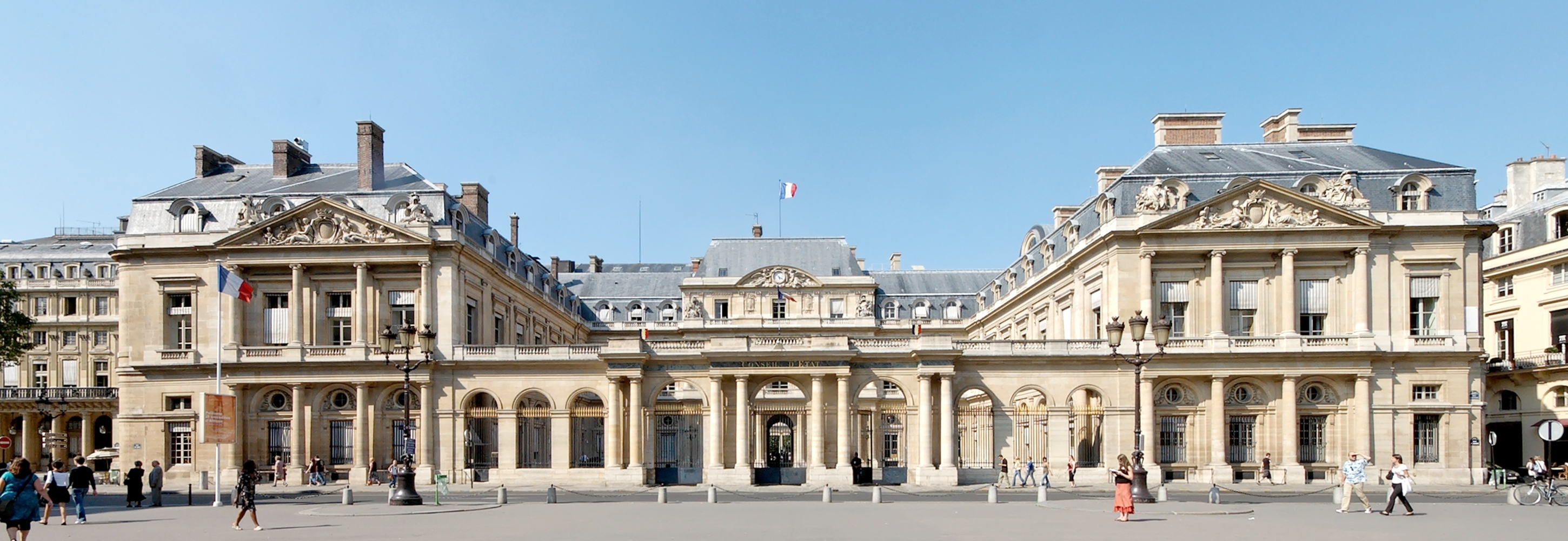
Palais Royal, desde 1661 en el Palais Brion, 3.ª sede de la Academia
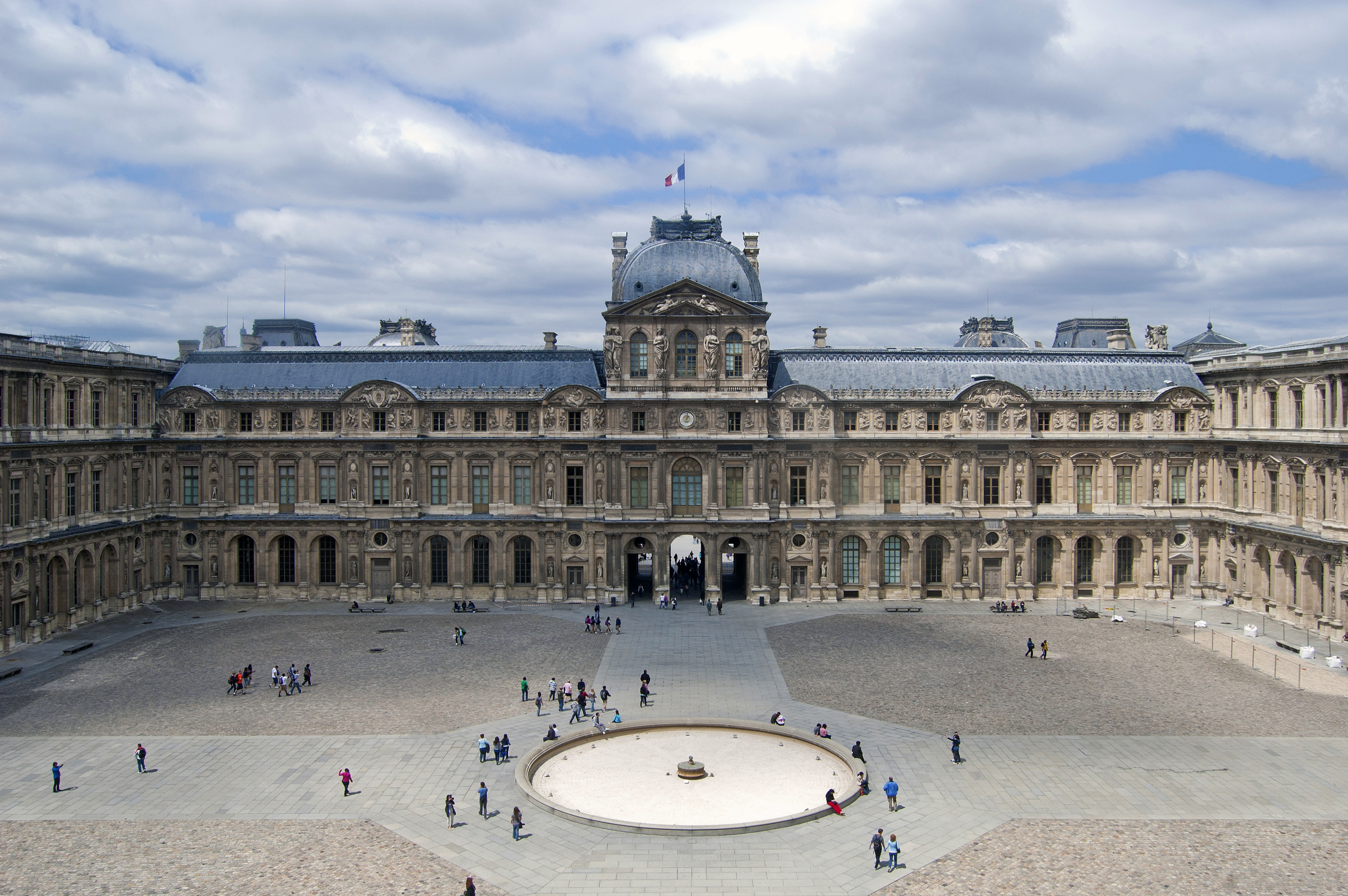
Palais du Louvre, desde 1692 la 4.ª y última sede de la Academia

## Actividades
La Academia tenía dos funciones principales: la regulación y la enseñanza de la pintura y la escultura.

### Organización

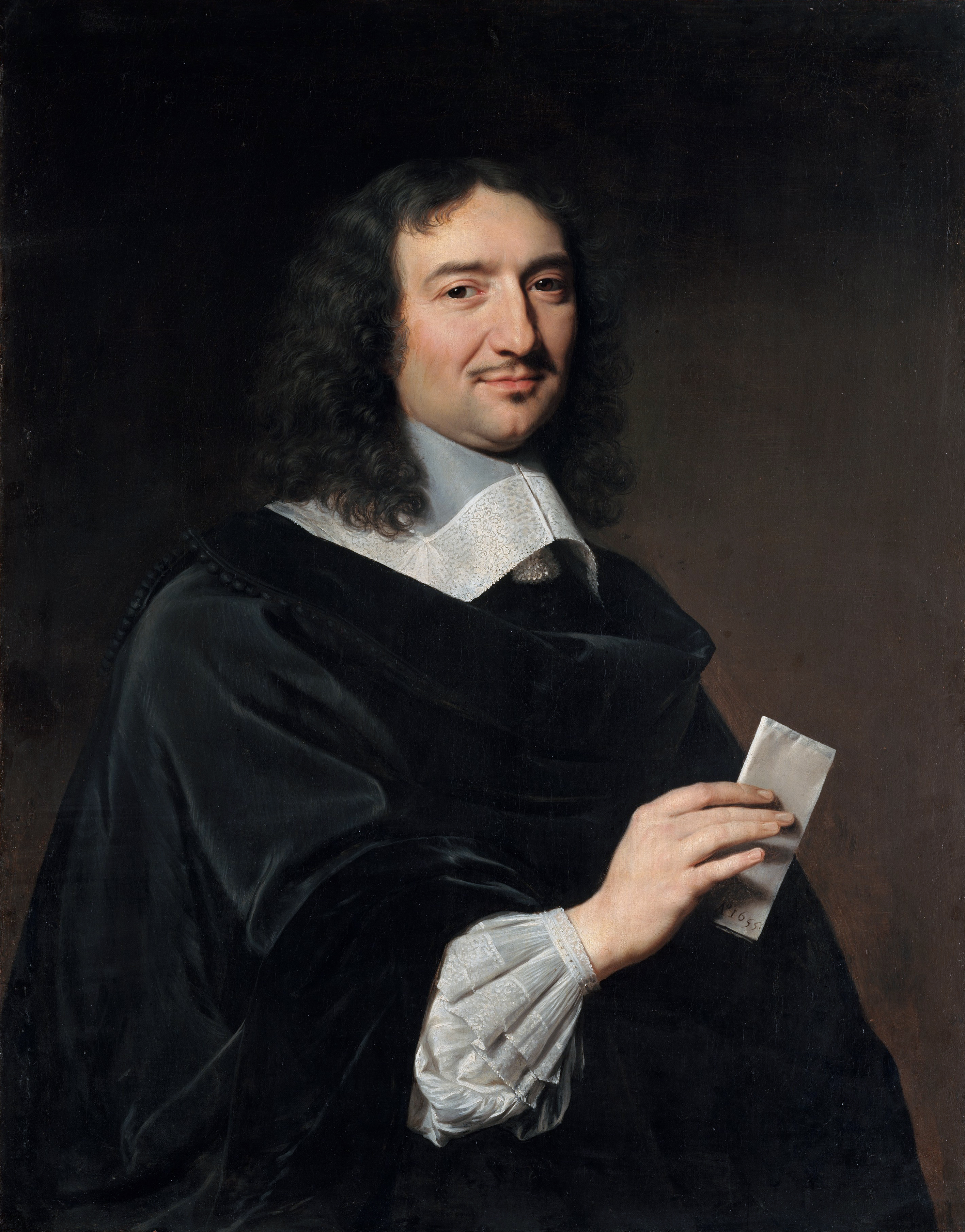
Jean-Baptiste Colbert (1619-1683)

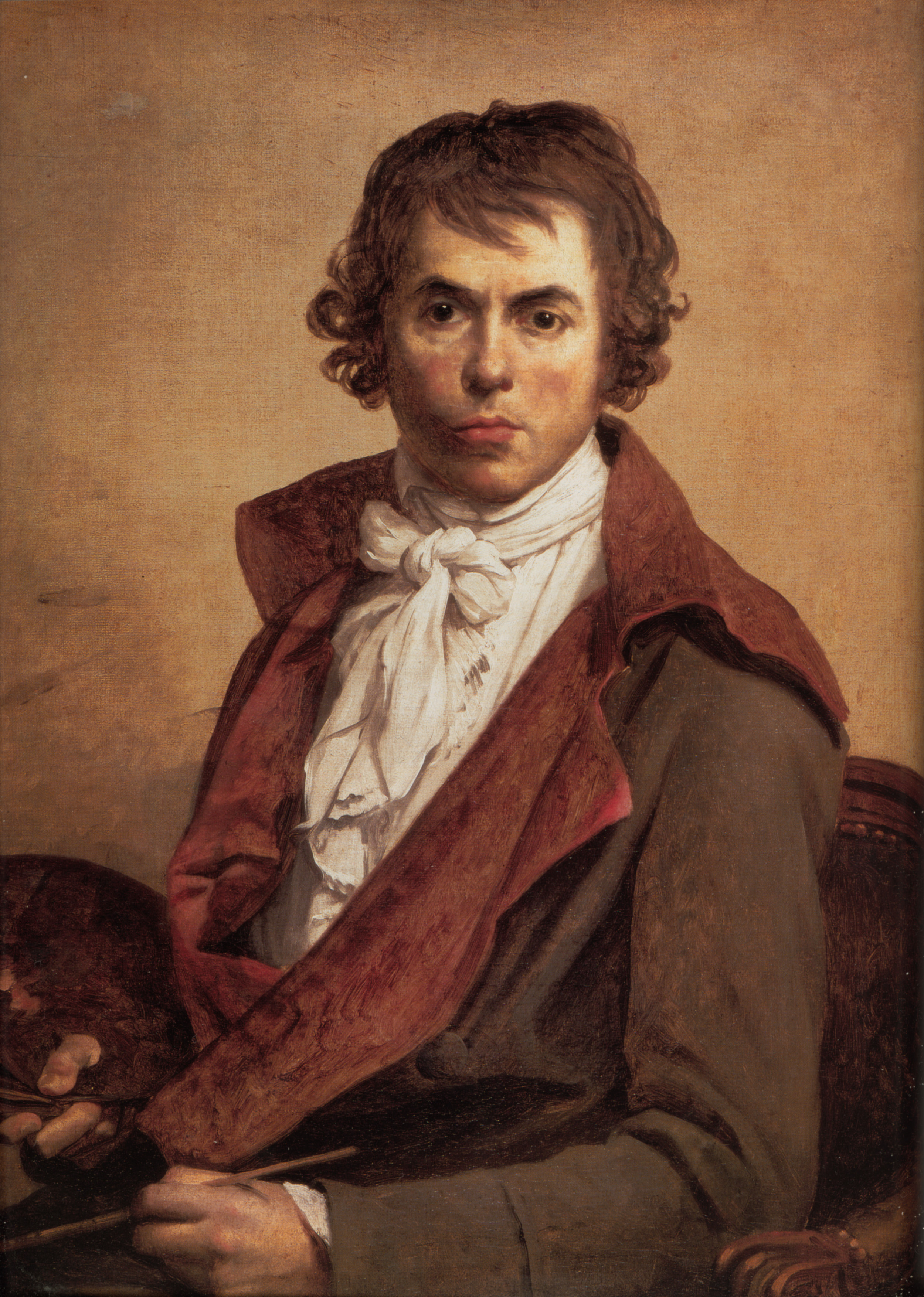
Jacques-Louis David (1748-1825)

La Academia, como el Antiguo Régimen y la Iglesia Católica, operaba según un principio jerárquico. Este sistema de organización intenta hacer coincidir el conocimiento con el poder material. La admisión y el ascenso de los miembros, por lo tanto, dependía, en principio, de la competencia que hubieran adquirido. Esta competencia era, en la Academia, verificada por la opinión de sus pares, recolectada por un voto cuya sinceridad estaba garantizada por el secreto. Estos principios a menudo cedieron ante la influencia del poder político, a las intrigas, a los intereses de los académicos de plaza. Sin embargo, siguieron siendo un ideal consagrado en los estatutos que se podían usar para justificar las decisiones.
La Academia reconocía varios niveles de competencia o destreza artística. Una vez aprobado (primer nivel) por la presentación de una primera obra, el artista podía ser aceptado como académico, por la aprobación, dentro de un período marcado, de una obra cuyo tema se había impuesto en la etapa precedente. El número de académicos no estuvo nunca limitado. La carrera académica continuaba con la elección como profesor asistente (ocho puestos), luego, después de una pasantía en esa función, de profesor. Los doce profesores eran responsables, por rotación mensual, de abrir la lección diaria de dibujar de modelo, de emplazar el modelo y colocarlo en posición, y corregir a los estudiantes.
Los docentes, y los antiguos docentes, si los había, eran miembros del Consejo de la Academia (Conseil de l'Académie), responsables de tomar las decisiones más importantes, bajo la supervisión de un protector (protecteur) y un viceprotector que representaba al Estado. que financiaba completamente la institución, incluidas las pensiones pagadas a algunos de los miembros. La Academia también podía recibir hasta seis expertos que no eran artistas en su Consejo.
Inicialmente, la Academia eligió cuatro rectores, dos vicerrectores y un director. A partir de los estatutos colbertianos de 1664, estos eran nombrados por el rey. Uno de los rectores era elegido canciller y estaba a cargo de los asuntos administrativos. El Consejo nombraba a un secretario de por vida, responsable de las actas e informes oficiales, y un tesorero.

### Regulación
La Academia era un lugar de reflexión artística, y los académicos elaboraban en ella las reglas del Arte y del buen gusto. El primer tratado de pintura compuesto, si no por ella, al menos para ella y que influyó en la concepción clásica de las relaciones entre composición, dibujo y color, fue obra del pintor, discípulo de Poussin, y teórico Charles Alphonse Du Fresnoy, el De arte graphica. Teniendo la Academia, a partir de 1665, el monopolio de la educación artística, las teorías defendidas por sus miembros tenían prácticamente fuerza de ley en el mundo del arte; pero, por un lado, su organización garantizaba una cierta penetración de las influencias externas y, por otro lado, tan pronto como esas teorías se consideraban insuficientes, había desidencias dentro y fuera de la institución.
Para los académicos era importante que la institución agrupara a los artistas de una competencia superior y distinguiera, dentro de ella, a los mejores. Este principio fundador se ilustraba en la organización de concursos para estudiantes y debería haber regido las admisiones. Sin embargo, las luchas por la influencia y el orgullo entre los artistas y la promoción por el favor de los poderosos también tuvieron su parte, así como la intolerancia religiosa que excluyó a los protestantes. Hay artistas franceses fuera de la Academia reconocidos por la posteridad como Pierre Puget o Jean-Honoré Fragonard. Sin embargo, en general, los pintores y escultores de la Academia representan justamente la excelencia, tal como se la concibió en su tiempo.
La pintura se dividió en géneros jerárquicos. La pintura de historia venía primero, porque se suponía que requería un mayor esfuerzo intelectual de conocimiento, interpretación y composición. La elección de un tema, en la historia sagrada y en la mitología grecorromana, o en la historia antigua o moderna se examinaba con la mayor atención. El segundo género era el retrato, luego los temas menos «nobles» definieron la «pintura de género» (escena de la vida cotidiana). Luego venían los llamados géneros «de observación» que eran la pintura de paisajes, la pintura de animales y la naturaleza muerta. Esta jerarquía se revelaba incluso durante los exámenes de ingreso, en los pintores de historia solo debían presentar un único trabajo contra dos para los otros géneros.
Se agregaron otros géneros, como las «fêtes galantes» (fiestas galantes) en honor de Antoine Watteau, que sin embargo no puso en cuestión la jerarquía.

### Enseñanza
De acuerdo con los principios del clasicismo, estaba implícitamente reconocido y enseñado que todo lo que tenía que ver con el arte tenía que estar sujeto a reglas racionales, que por lo tanto podían ser aprendidas y estudiadas, en armonía con las indispensables habilidades manuales.
Los profesores de la Academia realizaban, por rotación, los cursos de dibujo de un modelo viviente y de las conferencias donde enseñaban los principios y las técnicas del arte a los candidatos artistas, pintores y escultores. Los cursos se pagaban a un precio módico. Los estudiantes concurrían a los premios cada año.
Luego, los estudiantes buscaban un maestro entre los miembros de la academia para aprender el oficio en su taller.
La École royale des élèves protégés (Escuela real de alumnos protegidos) fue creada en 1748 bajo la dirección de Charles Antoine Coypel, con el fin de permitir que los elementos dotados se preparasen para el concurso del prix de Rome. Acogía durante tres años a seis estudiantes de la Academia, con una pequeña pensión del rey. Cerró en 1775 tras haber formado a varios artistas de renombre como Jean-Honoré Fragonard.

### Doctrina
La Academia logró articular, a través de las conferencias realizadas para ser parte de la enseñanza, una reflexión teórica sobre pintura y escultura. Charles Alphonse du Fresnoy, autor del primer tratado sobre pintura, De ars grafica (1668), comienza su trabajo diciendo:

De todas las bellas artes, la que tiene más amateurs es sin duda la pintura (...). Sin embargo, este conocimiento (...) es tan superficial y está tan mal establecido que les es imposible decir en qué consiste la belleza de las Obras que admiran (...) esto no viene de otra cosa más que de que no tienen Reglas para juzgarlo, ni Fundamentos sólidos (...). No creo que sea necesario mostrar aquí que la pintura debe tener; es suficiente que seas persuadido de que es un Arte: porque, como sabes, no hay Arte que no tenga Preceptos
De tous les beaux Arts celui qui a le plus d'Amateurs est sans doute la peinture (...). Cependant cette connaissance (...) est si superficielle et si mal établie, qu'il leur est impossible de dire en quoi consiste la beauté des Ouvrages qu'ils admirent (...) cela ne vient d'autre chose que de ce qu'ils n'ont point de Règles pour en juger, ni de Fondements solides (...). Je ne pense pas qu'il soit nécessaire de faire voir ici que la Peinture en doit avoir ; il suffit que vous soyez persuadé qu'elle est un Art : car, comme vous le savez, il n'y a point d'Art qui n'ait des Préceptes
De ars grafica (1668), Charles lphonse du Fresnoy

La teoría artística, constantemente discutida por los artistas profesores en la jerarquía de la Academia, y también por conocedores admitidos como consejeros (conseillers), estaba respaldada por una gran cantidad de publicaciones, como las de Félibien (1690) y Roger de Piles (1708). En todos los períodos, los principios admitían que la apariencia superficial de la obra, puesta en relación con la ejecución, la parte manual del arte, con sus trucos de mano (manières), debía someterse a un conocimiento subyacente. Ese conocimiento era ante todo el de la estructura física de los objetos representados: se le pedía al artista que conociese el cuerpo humano en état de nature (en un estado de naturaleza) antes de representarlo con sus ropas, por eso los estudiantes debían practicar el dibujo de desnudos. Profundizando wn esta reflexión, el artista debía conocer la anatomía, los huesos y los músculos, que limitaban la apariencia de los sujetos. Esta sumisión de la apariencia al conocimiento también jugaba un papel en las otras partes del arte. La composición obedecía a las leyes de la perspectiva y de la iluminación (claroscuro). La invención se sometía a las coutumes et au temps (costumbres y al tiempo) de un sujeto beau et noble (bello y noble). Por lo tanto, esa invención valdría tanto como atestiguase un conocimiento de la historia, un conocimiento muy práctico, ya que a menudo se trataba de encontrar un pasaje de la mitología grecorromana, de la historia o de la historia santa que resonase con las preocupaciones del momento. Ese enfoque teórico sustentaba también la jerarquía de géneros.
En su apreciación de la belleza, los académicos se referían constantemente a lo antiguo, siguiendo una corriente comenzada con Francisco I, el primer rey de Francia que hizo ejecutar en Italia copias de estatuas antiguas hechas para su château de Fontainebleau. Según du Fresnoy:

La parte principal y más importante de la pintura es saber conocer lo que la Naturaleza ha hecho más bello y más adecuado para este arte; y que la elección se realice de acuerdo con el gusto y la manera de los Antiguos.
La principale et la plus importante partie de la peinture, est de savoir connaître ce que la Nature a fait de plus beau et de plus convenable à cet art ; et que le choix s'en fasse selon le goût et la manière des Anciens
Fresnoy

La Academia se opone en esto a las corrientes independientes de la ideología real y jerárquica, como la pintura flamenca, a la que sus escritores reprochan la elección de sus modelos y de sus temas demasiado alejados de su ideal de lo Bello.

#### Evolución del gusto
La Academia, en todo momento, se cruzó con polémicas sobre el sentido práctico de las teorías en principio aceptadas por todos, y en particular, sobre la cuestión de saber si la calidad de una obra se media por su conformidad con la realidad, es decir, a la forma de los cuerpos de los modelos, o a un ideal, tomado, en general, de las proporciones de las antiguas estatuas, exhumadas y expuestas en Roma e Italia desde principios del siglo XVI, de las que existían copias y moldes para la atención de los estudiantes. La última de estas controversias fue la del retour à l'Antique (regreso a la Antigüedad) lanzado por Jacques-Louis David, contra el estilo rocaille que había dominado la pintura académica a mediados del siglo XVIII.

### Admisión

Peregrinación a la isla de Citera, 1717, fue la pieza de recepción de Antoine Watteau

Los pretendientes a la Academia real tenían que presentar una «morceau d’agrément» (pieza de aprobación) a fin de demostrar sus habilidades; luego, en un periodo de tres años, un segundo trabajo llamado «morceau de réception» (pieza de recepción), con miras a la aceptación definitiva.
Admitía a sus miembros a través de un concurso anual. El concurso consistía en la presentación de una o más obras, juzgadas por los miembros admitidos, y llamadas «morceaux de réception» (piezas de recepción). La Academia tenía hasta unos 90 miembros justo antes de su disolución en 1793.
El laureado del concurso recibía una beca llamada Prix de Rome, que le permitía continuar su educación en la Academia Francesa en Roma.
La admisión a la Academia garantizaba el acceso a las encargos reales.
A lo largo de la existencia de la Academia, la regularidad de la admisión se hizo mediante la verificación de la competencia por la presentación de una obra. Las consecuencias financieras de la membresía de la Academia dieron motivos para la manipulación, mientras que la pequeñez del mundo académico facilitaba las camarillas, las intrigas y las influencias. Hasta que se recibía a un alumno, trabajaba bajo el nombre y en beneficio de su maestro. Recibido, se convertía en un competidor. No todos los maestros aceptaban de buen grado la emulación imaginada por los fundadores de la Academia. Así es como se ve a artistas que habían sido rechazados varias veces, hasta una edad en que las carreras generalmente estaban en declive. Por el contrario, la lista de académicos muestra un buen número de hijos de miembros, así como de algunas esposas. La Academia a veces parece haber funcionado como la corporación de la que había querido liberarse, con la diferencia de que, al ser totalmente dependiente del poder real, era más sensible a sus presiones.

### Salón

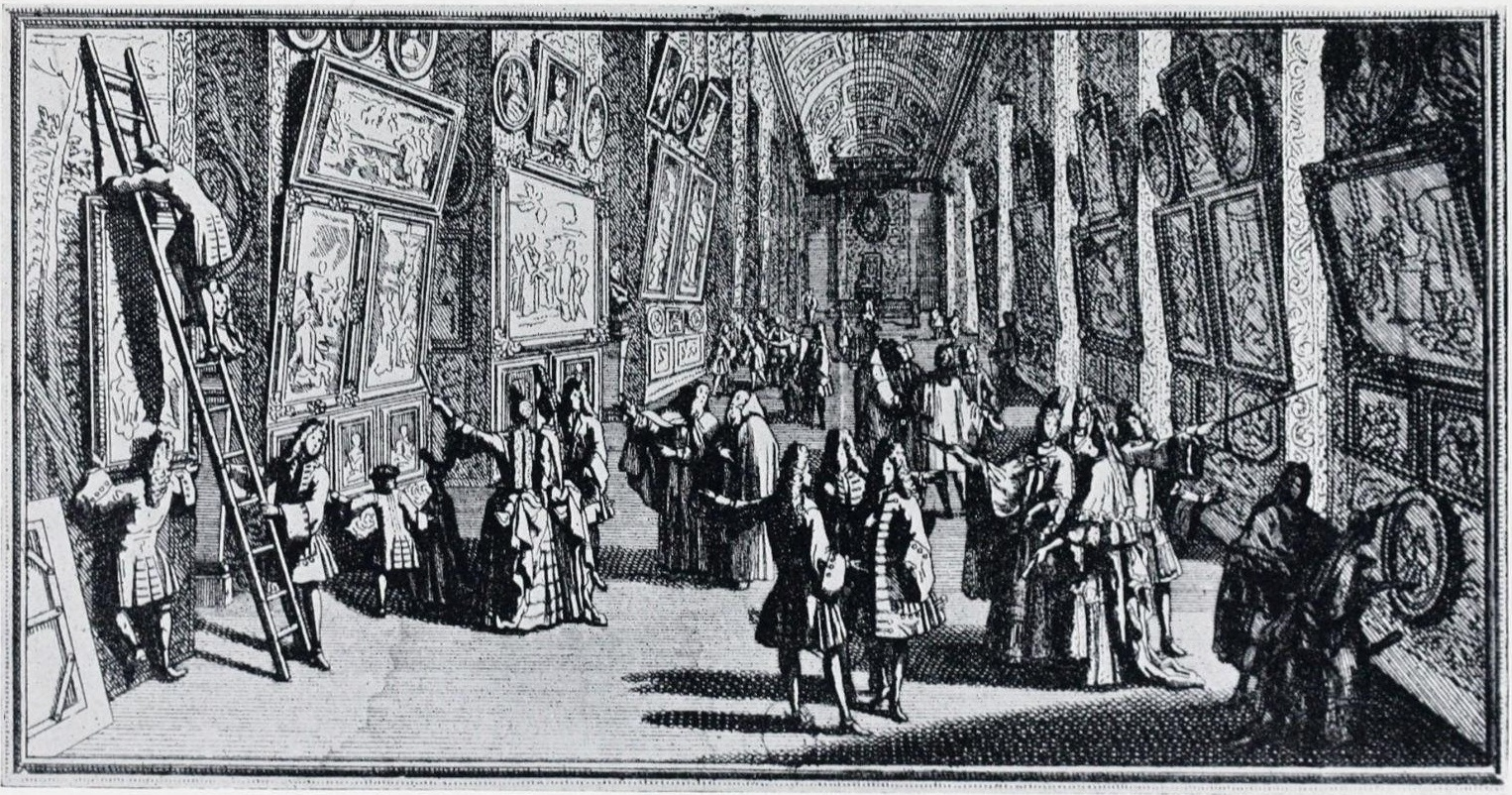
Exposition des ouvrages de peinture et de sculpture dans la galerie du Louvre en 1699, Nicolas Langlois (1640-1703)

La Academia había formado el proyecto de exponer anualmente las obras de sus miembros. Confirmada en 1663, esta disposición tardó en implementarse debido a la ausencia de una local adecuado. El público no fue admitido a la primera exposición de 1665. A partir de 1667, primero con una frecuencia irregular, la Academia mostró las pinturas de los candidatos al Premio de Roma. En 1673, la exposición tuvo lugar al aire libre, en el patio del Palais-Royal; en 1699, Louis XIV autorizó el evento que se celebrará en la Grande Galerie del Louvre, con un catálogo oficial elaborado por primera vez por Florent le Comte. La experiencia se repitió en 1704.
En 1725, la exposición tuvo lugar por primera vez en el Salón carré del Louvre. El evento no se hizo regular hasta 1737. Era costumbre mostrar las obras en el Salón carré, que pasó a dar su nombre al evento, que pronto atraería a un gran número de visitantes y adquirirá una reputación internacional en el mundo de los amantes del arte. Desde 1759, Denis Diderot escribió un relato del Salón para la Correspondance Littéraire, de Grimm.

## Influencia de la Academia
Es innegable que la Academia tuvo una influencia considerable en el arte en Francia, y también en toda Europa, debido a la influencia de la cultura francesa en esa época.
El monopolio de la Academia sobre los encargos de Estado dio a los artistas que eran miembros un lugar privilegiado en el Museo, mientras que la obra de aquellos que no formaban parte de ella es, en Francia, mucho más difícil de ver, en el que caso de que haya sido conservada.

## Miembros de la Academia
Vitet, 1861 da la lista completa de los miembros de la Academia con su fecha de admisión y el título en el que se hizo, así como el de los profesores, rectores y otras funciones oficiales. Artistas que no fueron miembros, como Fragonard, Taunay y otros menos célebres, continuaron sus carreras sin encargos del Estado fuera de la institución.

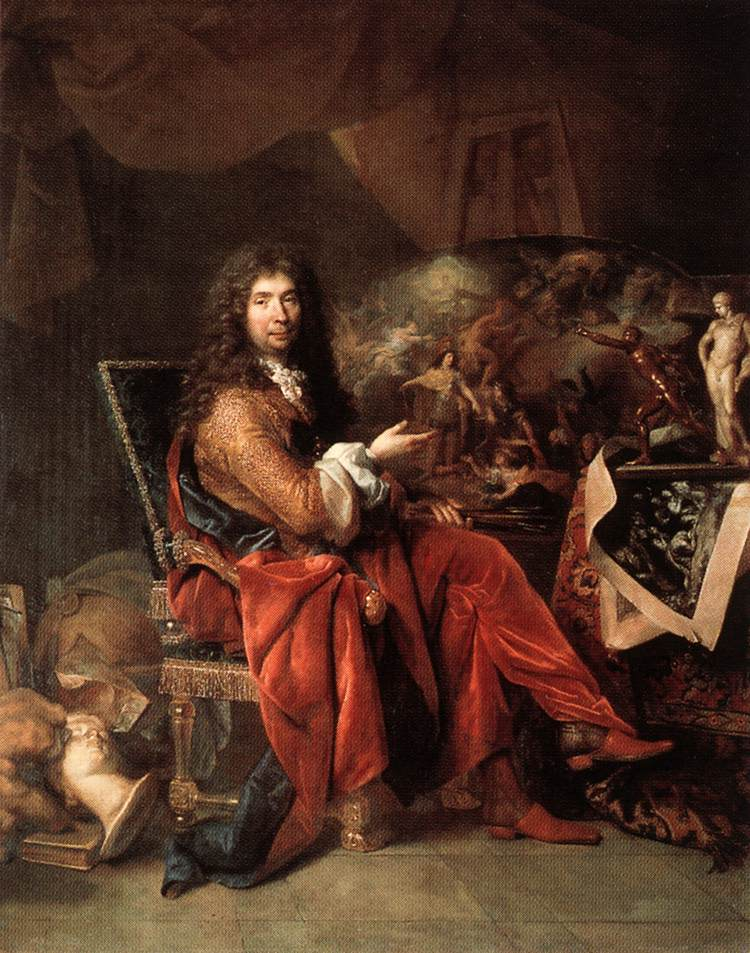
Charles Le Brun (1619-1690)
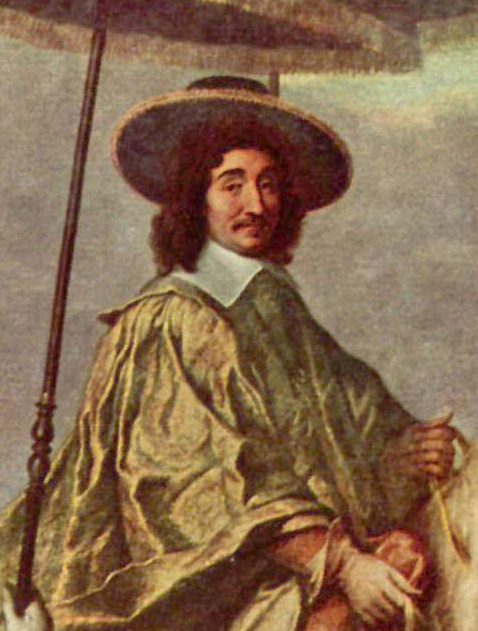
Pierre Séguier (1588-1672)
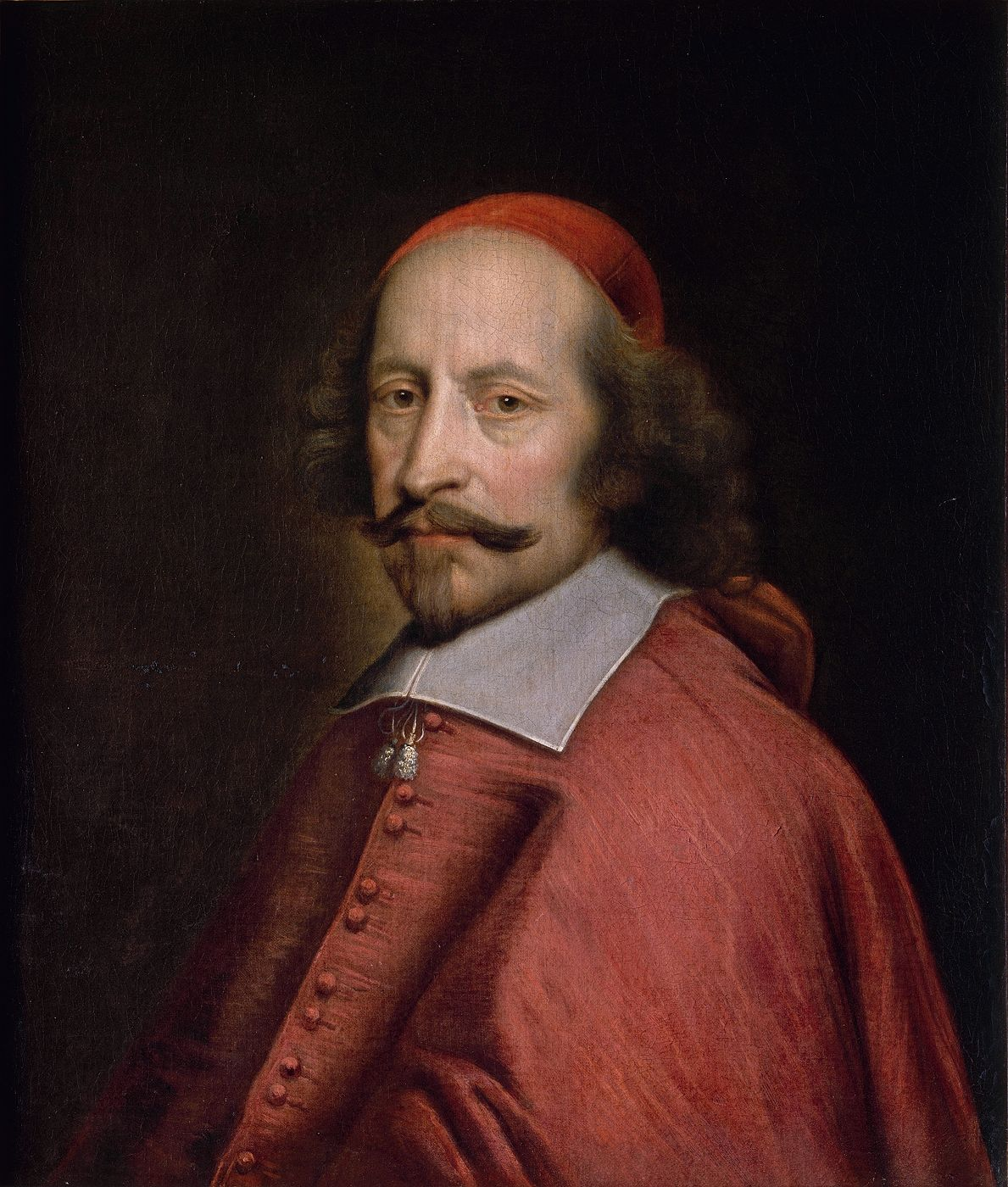
Cardenal Mazarino (1602-1661)
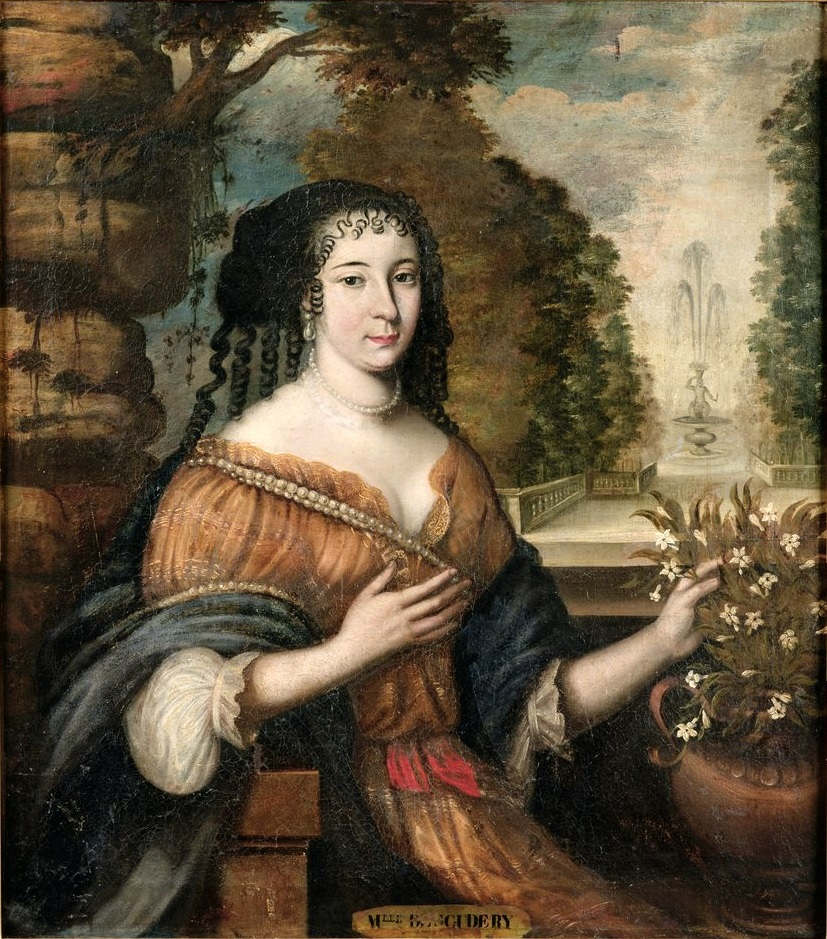
Madame de Scudéry (1607-1701)

### Las mujeres en la Academia real
Contrariamente a la corporación de los pintores e imagineros a la que sucedió y, a diferencia de la Académie française, la Academia no se negó a admitir mujeres en sus filas. Aunque inicialmente tenía la intención de reemplazar el modelo hereditario de la corporación por una adhesión según el mérito, la Academia admitió con constancia a los hijos y a las esposas de los académicos; más cerca del poder real, que anunciaba que quería  «difundir sus gracias sin distinción de sexo »}, también se sintieron ahí las presiones políticas.
La Academia recibió un total de 15 mujeres. Ninguna fue admitido al título de profesor adjunto o superior, ni recibida en la categoría considerada como superior, de los pintores de la historia, aunque al menos Élisabeth Vigée Le Brun podía haberlo pretendido. Las mujeres no podían seguir la educación brindada para poder acceder a esas categorías: incluía tomar lecciones basadas en el modelo, cuyo acceso estaba prohibido a las mujeres porque allí posaban hombres desnudos; por las mismas razones morales, no se dibujaba allí según modelos femeninos.
El propio Le Brun permitió la entronización de la primera académica, Catherine Girardon, esposa del escultor Girardon en la sesión del 14 de abril de 1663, con el trabajo de recepción de una pintura que representa «una canasta de flores sobre un pedestal» (perdida). El 7 de diciembre de 1669, Geneviève Boullogne y Madeleine Boullogne, su hija mayor, fueron recibidas como pintoras de flores, en la presentación de su padre, Louis Boullogne, uno de los fundadores de la Academia.

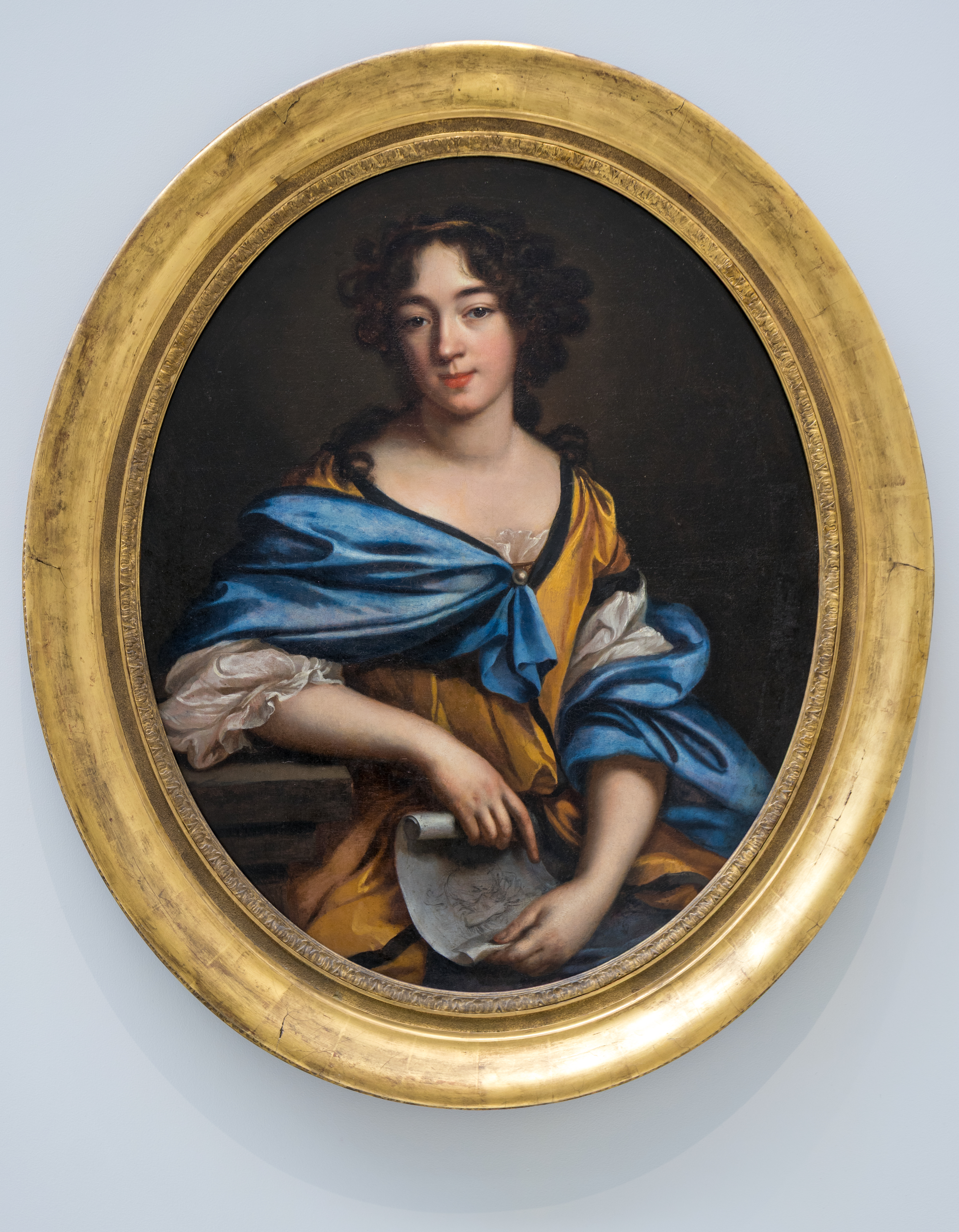
Autorretrato de Élisabeth-Sophie Chéron, ahora en el museo del Louvre, recepción confirmada en septiembre de 1673.

Élisabeth-Sophie Chéron, hija de un pintor de miniaturas, Henri Chéron, que no podía ser miembro de la Academia porque era protestante, fue recibida como retratista el 11 de junio de 1672, a la edad de 24 años, con dos retratos, uno de Mademoiselle y el otro el suyo propio. La fortuna y el renombre de Elisabeth-Sophie Chéron excedieron con creces los de su padre, que no fue miembro de la Academia, y dado que no estaba casada con un académico. Fue recibida sobre la base de su mérito artístico, con fuertes apoyos católicos, porque había renunciado a la religión protestante diez años antes. Élisabeth-Sophie Chéron también dejó algunas obras escritas.
La Academia recibió el 24 de julio de 1676 a la miniaturista Anne-Renée Strora, hija del maestro pintor Henry Strésor, de la Corporación, muerto hacía cinco años. Destacó en la corte por sus pequeños retratos. Después de diez años como monja, había aprendido pintura al óleo y ejerció su trabajo en su convento. El 23 de noviembre de 1680 la Academia admitió como escultora de madera, a Dorothée Massé, viuda de Godequin, hija de Jean Massé de Blois, presentada por Lebrun y Testelin; el 31 de enero de 1682, Catherine Perrot, pintora de flores y de pájaros en miniatura, autora de un breve tratado sobre este arte basado en su experiencia docente con la sobrina del rey María Luisa de Orleans.
El 25 de septiembre de 1706, la Academia emitió la resolución de no admitir más mujeres. Hubo dos excepciones a esa regulación: Rosalba Carriera y Margareta Haverman.
La Academia admitió a la pintora al pastel veneciano Rosalba Carriera, en visita enParís, el 26 de octubre de 1720. Esta admisión no tuvo consecuencias: la artista permaneció en París durante menos de un año y regresó a Venecia después de haber realizado retratos en pastel de una gran cantidad de nobles y ricos personajes.
La holandesa Margareta Haverman, esposa de Jacques de Mondoteguy y alumna de Huysum nacida en Breda, fue recibida el 31 de enero de 1722 como pintora de flores, por fuertes recomendaciones, aunque fue eliminada de la lista al año siguiente, evitando la presentación de una mesa de recepción.(Vitet, 1861, p. 358)
La Academia recibió como pintora en miniatura Marie-Thérèse Reboul el 30 de julio de 1757; más tarde se casaría con Joseph-Marie Vien, que había sido recibido tres años antes que ella.
Anna Dorothea Therbusch, prusiana de origen polaco como la reina, fue recibida en 28 de febrero de 1767, en la presentación de su tabla de escena de género Buveur (École nationale supérieure des beaux-arts). Llegada a París con cuarenta años y siendo mal recibida por sus colegas masculinos, dejó Francia al año siguiente.

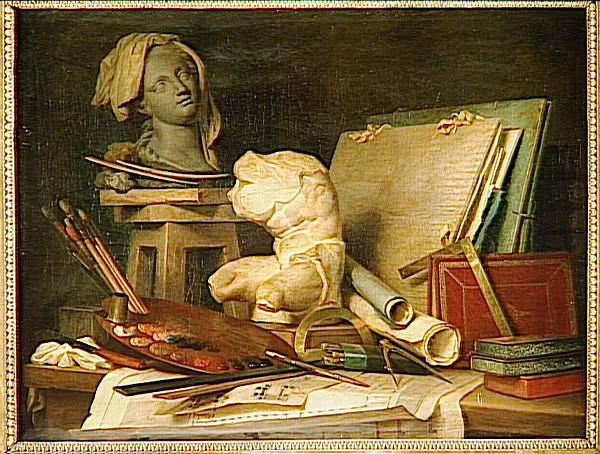
Les Attributs de la peinture, de la sculpture et de l’architecture, pieza de recepción de Anne Vallayer-Coster

En 1770, Anne Vallayer-Coster fue recibida como pintora de género, y Marie-Suzanne Roslin, nacida en París y esposa de Roslin, lo fue como pintora de retratos al pastel con su Portrait du sculpteur Jean-Baptiste Pigalle.
Finalmente el 31 de mayo de 1783, en una misma sesión en la que el número de académicos se limitó a cuatro, se recibió a Adélaïde Labille des Vertus, quien presentó el  Portrait d’Augustin Pajou y Élisabeth Vigée Le Brun, que fue recibida sin mención de género, aunque ella había presentado una pintura de historia, La Paix ramenant l’Abondance] (La paz trayendo de vuelta la abundancia) (en el museo del Louvre).
La Revolución puso fin a la Academia real de pintura y de escultura. Fue reemplazada por la Commune générale des arts y luego por la Société populaire et républicaine des Arts fundada en 1793. Excluyó a las mujeres de sus reuniones. La Restauración permitió a los no miembros exponer en el Salon, lo que permitió una mayor presencia de mujeres pintoras. Sin embargo, las instituciones oficiales de bellas artes permanecieron cerradas a las mujeres durante todo el siglo XIX.

## Lista parcial de miembros
- Abraham Bosse (1648)
- Charles Le Brun (1648)
- Sébastien Bourdon (1648)
- Herman van Swanevelt (1651)
- Noël Coypel (1663)
- Catherine Duchemin (1663), la primera mujer admitida en la Academia[29]
- Jean Varin (1665)
- Abraham Genoels II (1665)
- Madeleine Boullogne (1669)[29]
- Geneviève Boullogne (1669)[29]
- Israël Silvestre (1670)
- René-Antoine Houasse (1672)
- Sébastien Leclerc (1672)
- Gilbert de Sève (1673)
- François de Troy (1674)
- Claude Guy Hallé (1675 da confermare)
- Jean Jouvenet (1675)
- Antoine Coysevox (1676)
- Joseph Parrocel (1676)
- Bon Boullogne (1677)[30]
- Henri Gascar (1680)
- Nicolas de Largillière (1686)
- Bouys André (1688)
- Nicolas de Largillière o de Largillierre (1686)
- Pierre Mignard (1690)
- Nicolas Colombel (1694)
- Louis Boullogne II (1694)[31]
- Roger de Piles (1699)
- Alexandre-François Desportes (1699)
- Hyacinthe Rigaud (1700)
- Boyer Michel (1701)
- François Jouvenet (1701)
- Joseph Christophe (1702)
- Guillaume Coustou (1704)
- Michel-Ange Houasse (1707)
- Jean-François de Troy (1708)
- Jean Leblond (1709)
- Jean-Marc Nattier (1713)
- Guillaume Coustou il vecchio
- Jean Raoux (1717)
- François Lemoyne (1718)
- Nicolas Lancret (1719)
- Antoine Pesne (1720)
- Jacques de Lajoüe (1721)
- Margaretha Haverman (1722)
- Auger Lucas (1724)
- Jean Le Gros (1725)
- Jean-Baptiste-Siméon Chardin (1728)
- Jean-Baptiste Pater (1728)
- Bonaventure de Bar (1728)
- Charles-Joseph Natoire (1730)
- Hubert Drouais (1730)
- François Boucher (1731)
- Joseph Aved (1734)
- Charles-André van Loo (1735)
- Charles-Amédée-Philippe van Loo (1747)
- Charles-Nicolas Cochin (1751)
- Louis Jean François Lagrenée (1755)
- Francois-Hubert Drouais detto Drouais le fils (1758)
- Pierre-Antoine Baudouin (1763)
- Jean-Baptiste d'Huez (1763)
- Jean-Honoré Fragonard (1765)
- Jean-Baptiste Huet (1769)
- Marie-Suzanne Giroust (1770)
- Michel-Honoré Bounieu (1770)
- Étienne Aubry (1771)
- Joseph-Siffrein Duplessis (1774)
- Augustin de Saint-Aubin (1775)
- Jacques Louis David (1780)
- Adélaïde Labille-Guiard (1783)
- Marie Louise Élisabeth Vigée Le Brun (1783)
- Adolf Ulric Wertmüller (1784)
- Jean-Baptiste Stouf (1785)
- Vivant Denon (1787)
- Jean-Baptiste Pigalle
- Jean-Baptiste Deshays
- Jean-Léon Gérôme